# 「the last day of syrup16g」syrup16g最後の日 The complete document of LIVE FOREVER 〜the last waltz of syrup16g〜 live at 日本武道館
『「the last day of syrup16g」syrup16g最後の日 The complete document of LIVE FOREVER 〜the last waltz of syrup16g〜 live at 日本武道館』（ザ ラスト デイ オブ シロップじゅうろくグラム シロップじゅうろくグラムさいごのひ ザ コンプリート オブ ドキュメント ライブ フォーエバー ザ ラスト ワルツ オブ シロップじゅうろくグラム ライブ アット にほんぶどうかん）は、日本のバンドSyrup 16gの3枚目のライブDVDである。2008年5月28日発売。発売元はユニバーサルミュージック。

## 概要
- 2008年3月1日に日本武道館にて行われた解散ライブを収録。
- 初回限定盤にはバックステージ風景などを収録した特典ディスク付き。

## 収録曲

### DICS1
1. きこえるかい(5:09)
2. 無効の日(5:34)
3. 生活(3:56)
4. 神のカルマ(5:04)
5. I・N・M(5:04)
6. Anything for today(3:47)
7. イエロウ(3:05)
8. 月になって(5:36)
9. 負け犬(6:33)
10. 希望(5:51)
11. センチメンタル(4:09)
12. 明日を落としても(6:12)
13. もったいない(7:02)
14. 生きたいよ(6:31)
15. 途中の行方(5:10)
16. ex.人間(4:42)
17. 正常(6:36)
18. パープルムカデ(5:14)
19. 天才(4:22)
20. ソドラシド(3:48)
21. Sonic Disorder(4:06)
22. Coup d'Etat～空をなくす(6:43)
23. リアル(10:12)

### DISC2(encore)
- アンコール1

1. さくら(4:09)
2. ニセモノ(5:03)
3. new song(6:08)
4. イマジネーション(4:10)
5. scene through(11:34)

- アンコール2

1. She was beautiful(5:27)
2. 落堕(4:42)
3. 真空(7:36)

- アンコール3

1. 翌日(6:44)
2. Reborn(13:29)

### DISC3(初回盤のみ)
1. document of last days(59:00)